# 電子領域
電子領域（英語：Electronic Zone），生於美國，是已退役的香港馬匹，練馬師為告東尼（1998/1999馬季初由黃汝安訓練），馬主為甘新、葉民勳。

## 簡介
電子領域擅長中短途，1000至1650米皆宜，亦可扳至1800米。電子領域在港出賽30次，共取得7冠2亞1季，取勝路程由1000米至1650米不等，取得獎金接近540萬港元。退役後轉任種馬，在港的子嗣為智勝寶。他是香港賽馬史上勝後加分最多的馬匹（27分）。

## 曾勝出賽事

### 1996/1997馬季
- 鬱金香平磅賽(新馬1000米)
- 如意平磅賽(新馬1200米)

### 1997/1998馬季
- 沙宣讓賽(第一二班1400米)
- 亞士厘限齡賽(三歲馬1400米)
- 干諾限齡賽(四歲馬1400米)

### 1998/1999馬季
- 香港電訊盃(第一班1400米)

### 1999/2000馬季
- 馬拉華度賽馬會讓賽(第一二班泥地1650米)

## 外部參考
- 香港賽馬會：電子領域賽績資料 （页面存档备份，存于）